# Jagan Nath Dhamija
Jagan Nath Dhamija (* 17. August 1913; † 30. Oktober 1999 in Delhi) war ein indischer Diplomat.

## Leben
Jagan Nath Dhamija war ein Sohn von Devi Dass Dhamija aus Kamalia in Punjab. Er besuchte das Emmanuel College und wurde Master der University of Cambridge. 1940 war er Mitglied des Lincoln’s Inn und Barrister. Von 1940 bis 1944 wurde er im Zweiten Weltkrieg eingesetzt, am 23. Juni 1941 wurde zum Zahlmeister ernannt. 1944 trat er in den Indian Political Service. Von 1946 bis 1949 war er stellvertretender Kommissar von Dera Ismail Khan, Staatssekretär in Belutschistan, stellvertretender politischer Kommissar in Gilgit-Baltistan und Staatssekretär für Politik in der Regierung von Jawaharlal Nehru.
Ab September 1948 war er Gesandtschaftssekretär der indischen Delegation bei der dritten Sitzungsperiode der Generalversammlung der Vereinten Nationen im Palais de Chaillot, wo am 10. Dezember 1948 die Allgemeine Erklärung der Menschenrechte angenommen wurde. Von 1949 bis 1952 war er als Gesandtschaftssekretär erster Klasse, Geschäftsträger des indischen Hochkommissariats in Canberra.

## Politische Meilensteine
- 1958 bis 1960: Hochkommissar für Indien in Mauritius
- 1960 bis 1964: Botschafter in Kabul
- 1964 bis 1966: Verbindungsbeamter des Außenministeriums und Zeremonienmeister der indischen Regierung
- 1966 bis 1969: Botschafter in Prag
- 1969: Botschafter in Den Haag.
- 1978 bis 1980: Botschafter in Rom und gleichzeitig Hochkommissar in Valletta (Malta).[2]

## Auszeichnungen
- 1945: British War Medal
- 1945: India Service Medal
- 1948: Indian Independence Medal